# Immortal (Immortal)
Immortal è il primo EP del gruppo musicale black metal norvegese Immortal, pubblicato nel 1991 dalla Osmose Productions tramite la Listenable Records.

## Edizioni
Il disco, prima pubblicazione del gruppo di Bergen, è stato ristampato su CD nel 2000 all'interno della compilation True Kings of Norway, oltre che come bonus track nella ristampa di Battles in the North del 1996.

## Tracce
1. Diabolical Fullmoon Mysticism (Abbath, Demonaz) - 0:42
2. Unholy Forces of Evil (Abbath, Demonaz) - 4:28
3. The Cold Winds of Funeral Frost (Abbath, Demonaz) - 3:40

## Formazione[2]
- Abbath Doom Occulta - basso, voce
- Demonaz Doom Occulta - chitarra
- Armagedda - batteria